# 2081 Sázava
2081 Sázava este un asteroid din centura principală, descoperit pe 27 februarie 1976, de Paul Wild.